# Castalla
Castalla – gmina w Hiszpanii, w prowincji Alicante, we wspólnocie autonomicznej Walencja, o powierzchni 114,6 km². W 2011 roku liczyła 10 573 mieszkańców.